# Miguel Rimba
Miguel Ángel Rimba (Riberalta, 1 november 1967) is een voormalig Boliviaans voetballer, die speelde als verdediger. Hij beëindigde zijn actieve loopbaan in 2003 bij de Boliviaanse club Club Aurora.

## Clubcarrière
Rimba begon zijn professionele loopbaan in 1988 bij Club Bolívar en kwam daarnaast uit voor de Boliviaanse clubs Real Santa Cruz en Oriente Petrolero. Ook speelde hij voor het Argentijnse Atlético Tucumán. Met Club Bolívar won hij zesmaal de Boliviaanse landstitel.

## Interlandcarrière
Rimba speelde in totaal tachtig interlands voor Bolivia in de periode 1989-2000. Onder leiding van bondscoach Jorge Habegger maakte hij zijn debuut op 25 mei 1989 in de vriendschappelijke thuiswedstrijd tegen Paraguay (3-2), net als Francisco Takeo, Vladimir Soria, Erwin Sánchez, Arturo García en Eligio Martínez. Rimba nam met Bolivia zesmaal deel aan de strijd om de Copa América (1989, 1991, 1993, 1995, 1997 en 1999). Tevens maakte hij deel uit van de selectie die deelnam aan het WK voetbal 1994 in de Verenigde Staten.

## Erelijst
Club Bolívar
- Liga de Fútbol

1988, 1991, 1992, 1994, 1996, 1997